# Zonoepalpus testaceus
Zonoepalpus testaceus är en tvåvingeart som först beskrevs av Robineau-desvoidy 1830.  Zonoepalpus testaceus ingår i släktet Zonoepalpus och familjen parasitflugor. Inga underarter finns listade i Catalogue of Life.